# Giraud (Laborie)
Giraud es una localidad de Santa Lucía que forma parte del distrito de Laborie.